# Distilirella taiwanensis
Distilirella taiwanensis är en stekelart som beskrevs av Chou och Hsu 1995. Distilirella taiwanensis ingår i släktet Distilirella och familjen bracksteklar. Inga underarter finns listade i Catalogue of Life.